# Charles Edwin Benham
Charles Edwin Benham, né le 15 avril 1860 à Colchester, Essex, Angleterre, mort le 1er avril 1929, également à Colchester est un journaliste, essayiste et scientifique amateur britannique.

Disque de Benham

Il est notamment l'inventeur du disque de Benham, reprenant certains principes du disque de Newton en monochrome, sous l'effet Fechner, ainsi que de l'harmonographe (en), un pendule permettant de créer des dessins géométriques.

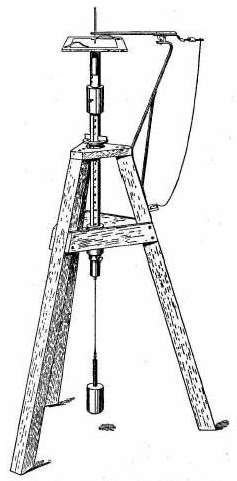

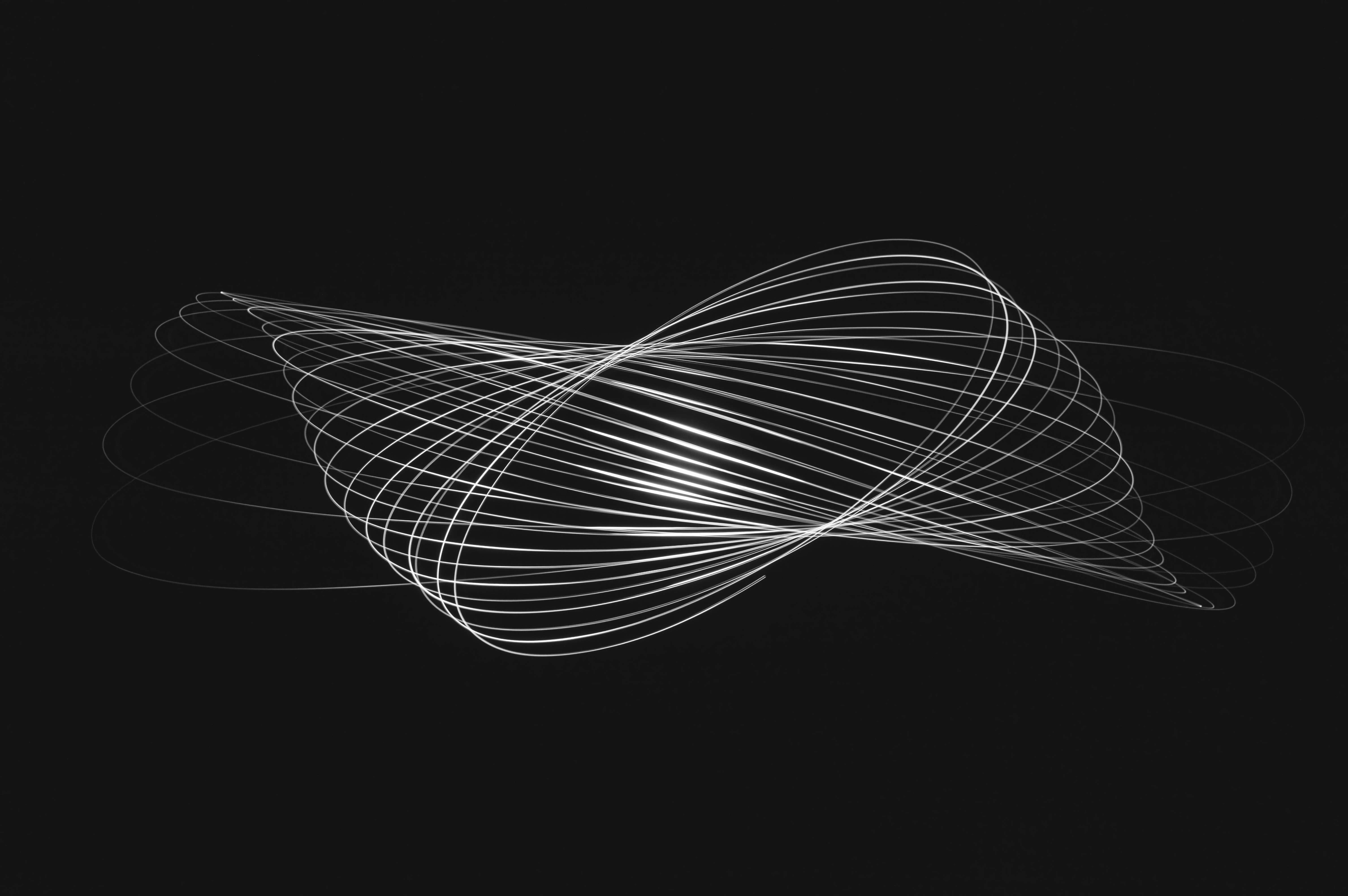
Light painting fait avec un harmonographe, matériel qui avait inspiré Charles Edwin Benham. Mars 2018.